# Regiões da Arábia Saudita
A Arábia Saudita está dividida em 13 regiões (em árabe transliterado manatiq idāriyya, singular mintaqah idariyya). Cada região é dividido em províncias (árabe: محافظات‎, transl. muhafazat, singular muhafazah), 118 no total. Este número contém as capitais de regiões, que têm um estatuto diferente como municípios (amanah) chefiadas por prefeitos (amin). As províncias são ainda sudivididas em subprovíncias (marakiz, sing. markaz).
| Négede                                            |                          |          |         |          |     |
| Hail                                              | حائل                     | Hail     | 103887  | 699774   | 8   |
| Alcacim                                           | القصيم                   | Buraida  | 58046   | 1423935  | 12  |
| Riade                                             | الرياض                   | Riade    | 404240  | 8216284  | 21  |
| Hejaz                                             |                          |          |         |          |     |
| Tabuque                                           | تبوك                     | Tabuque  | 146072  | 910030   | 6   |
| Medina                                            | المدينة                  | Medina   | 151990  | 1423935  | 8   |
| Meca                                              | مكة                      | Meca     | 153128  | 8557766  | 16  |
| Al Bāhah                                          | الباحة                   | Al Bahah | 9921    | 476172   | 9   |
| Norte                                             |                          |          |         |          |     |
| Fronteira do Norte                                | الحدود الشمالية          | Arar     | 111797  | 365231   | 3   |
| Jaufe                                             | الجوف                    | Sacaca   | 100212  | 508475   | 3   |
| Sul                                               |                          |          |         |          |     |
| Jizã                                              | جيزان                    | Jizã     | 11671   | 1567547  | 16  |
| Assir                                             | عسير                     | Abha     | 76693   | 2211875  | 16  |
| Najrã                                             | نجران                    | Najrã    | 149511  | 582243   | 7   |
| Leste                                             |                          |          |         |          |     |
| Oriental                                          | الشرقية                  | Damã     | 672522  | 4900325  | 11  |
| Arábia Saudita                                    | المملكة العربية السعودية | Riade    | 2149690 | 31843592 | 136 |
| 1) Resultados preliminares de censo de 15-09-2004 |                          |          |         |          |     |